# スタニスラフ・アイエネフスキー
スタニスラフ・アイエネフスキー（ブルガリア語: Станислав Яневски; / Stanislav Ianevski、1985年5月16日 - ）は、ブルガリア・ソフィア出身の俳優。代表作は『ハリー・ポッター』シリーズのビクトール・クラム。

## 概要
イギリスの寄宿学校で学び始めて4年が経った頃、廊下で会話をしていた彼の声を、その学校を訪問していたキャスティング・ディレクターがたまたま耳にしたのをきっかけにオーディションを受ける。そのオーディションでは選考に残ったものの、以前から決まっていた学校行事のために第二次オーディションには参加できず、この役を得る可能性は低くなったが、もう一度チャンスをもらい、最終選考でビクトール・クラム役に抜擢された。
ブルガリア出身だが、演じるクラムもブルガリア人の設定である。

## 趣味
スポーツ好きで、テニス、サッカー、ラグビー、陸上競技、水泳など、さまざまなスポーツを楽しんでいる。

## 出演作品
| 公開年 | 作品名                                                               | 役名               | 備考 |
| ------ | -------------------------------------------------------------------- | ------------------ | ---- |
| 2005年 | ハリー・ポッターと炎のゴブレット Harry Potter And The Goblet Of Fire | ビクトール・クラム |      |
| 2007年 | ホステル2 HOSTEL PART II                                             | ミロスレフ         |      |